# Nadvučnik
Nadvučnik je naselje u Primorsko-goranskoj županiji. Nalazi se u Gorskom kotaru, 8 kilometara jugoistično od grada Vrbovskog, kojem administrativno pripada. Mjesto se nalazi na državnoj cesti Zagreb-Rijeka, odnosno kroz njega je prolazila stara Lujzijana.
God. 1857. nosi ime Pavlovec.
Osnovu gospodarstva čini: poljoprivreda, stočarstvo, šumarstvo i obrada drva.
Pripada župi Uznesenja Blažene Djevice Marije iz Lukovdola, Delnički Dekanat Riječke nadbiskupije.
Mjesto ima 32 stanovnika, prema popisu iz 2001. godine. Pripada poštanskom uredu 51328 Lukovdol.
Nalazi se na državnoj cesti D3.

## Stanovništvo
| broj stanovnika | 22    | 37    | 49    | 56    | 38    | 35    | 35    | 35    | 30    | 31    | 27    | 28    | 35    | 33    | 32    | 29    | 20    |
|                 | 1857. | 1869. | 1880. | 1890. | 1900. | 1910. | 1921. | 1931. | 1948. | 1953. | 1961. | 1971. | 1981. | 1991. | 2001. | 2011. | 2021. |